# Cephalotes decolor
Espèce
Synonymes
Cephalotes decolor est une espèce de fourmis arboricoles du genre Cephalotes,.

## Distribution
Cette espèce se rencontre au Venezuela et en Colombie.

## Description
Comme les autres espèces du genre Cephalotes, elles sont caractérisées par l'existence de soldats spécialisés dotés d'une tête surdimensionnée et plate ainsi que des pattes plus plates et plus larges que leurs cousines terrestres. Elles peuvent ainsi se déplacer d'un arbre à un autre dans une forêt.

## Systématique
L'espèce Cephalotes decolor a été décrite en 1999 par l'entomologiste brésilienne Maria Lourdes de Andrade (d) dans une publication coécrite avec l'entomologiste italien Cesare Baroni Urbani (d).

## Étymologie
Son épithète spécifique, du latin decolor, « qui a perdu sa couleur », synonyme de pallens, « pâle », épithète spécifique de Cephalotes pallens, l'espèce avec laquelle Cephalotes decolor a été précédemment confondue.

## Publication originale
- (en) Maria L. de Andrade et Cesare Baroni Urbani, « Diversity and adaptation in the ant genus Cephalotes, past and present (Hymenoptera, Formicidae) », Stuttgarter Beiträge zur Naturkunde (B), Musée d'histoire naturelle de Stuttgart, vol. 271,‎ 29 janvier 1999, p. 1-889 (ISSN 0341-0153, lire en ligne).